# Сирийска кафява мечка
Сирийската кафява мечка (Ursus arctos syriacus) е един от най-дребните подвидове на кафявата мечка (Ursus arctos) обитаващ Близкия Изток.

## Еволюция
Генетически проучвания показват, че подвидът е близкородствен на евразийския (Ursus arctos arctos), вероятно отделен пространствено от него в периода на последната ледена епоха..

## Описание
Подвидът е най-дребния от съвременните, а космената покривка е светла и дори сламена. В района на Кавказ, където се намира границата с евроазиатския подвид белезите постепенно се размиват и преливат към северния подвид.

## Разространение
Сирийската кафява мечка е разпространена в района на Кавказ, Мала Азия, Северен Ирак и Иран. В Сирия, Израел и Ливан вероятно е вече изчезнала.